# The Fray (album)
The Fray – drugi album studyjny amerykańskiego zespołu The Fray, wydany 3 lutego 2009 roku.

## Wydanie i promocja
Grupa skończyła nagrywać album pod koniec lipca 2008 roku, a jego producentami byli Aaron Johnson i Mike Flynn. Wideoklip do pierwszego singla, „You Found Me”, został nakręcony w Chicago przez Josha Forbesa i zadebiutował na antenie oraz stronie internetowej VH1 9 grudnia 2009 roku. 21 listopada 2009 roku The Fray stał się dostępna w przedsprzedaży w wersji standardowej, winylowej, a także deluxe (wyłącznie na terenie Stanów Zjednoczonych). Wersja deluxe składała się z płyty CD, bonusowego DVD, pocztówek oraz dodatkowej książeczki. Z pierwszymi 300.000 egzemplarzy płyty dostępny był dokument zatytułowany Fair Fight.
The Fray zaprezentował nowy singel „You Found Me” 20 listopada, podczas przerwy reklamowej w trakcie serialu Chirurdzy. Był to jednominutowy fragment promocyjny, wykorzystany w reklamie piątej serii serialu Zagubieni. 23 listopada zespół wykonał utwór na gali American Music Awards. Poza tym piosenka została wykonana w programach Jimmy Kimmel Live! oraz Good Morning America. Drugi singel z The Fray „Never Say Never” pojawił się w serialach Pogoda na miłość, Zaklinacz dusz oraz Chirurdzy, a także w filmie Transformers: Zemsta upadłych. W niedzielę, 3 maja, utwór „Happiness” wykorzystany został w odcinku „Brothers and Sisters” serialu Chirurdzy.

## Przyjęcie
Album zebrał różne opinie krytyków. Rolling Stone określił go jako „nic nowego”. Ocena Entertainment Weekly mówiła: „Całość The Fray jest okropna, przez cały czas: więcej smutnych melodii, więcej punurego tempa, więcej zawodzenia pianisty-wokalisty Isaaca Slade’a”. AllMusic, który ocenił płytę na trzy z pięciu gwiazdek, powtórzył część z tych zarzutów, dodając, iż „album jest pozbawiony przejawów oryginalności”.
AbsolutePunk skrytykował negatywne oceny, „Kwintet z Denver wydał czarujące, wzruszające nagranie, które mogłoby być znacznie bardziej godne pochwały, jeśli nie brzmiałoby tak podobnie do swojego poprzednika... może to być album taki, jak poprzednik, ale właściwie nie jest to wadą”. Uncut i Billboard również dały płycie pozytywne recenzje.
The Fray zadebiutował na miejscu 1. Billboard 200, rozchodząc się w pierwszym tygodniu w 179.000 kopii, jednak w następnym tygodniu album spadł na pozycję 4. z 75.000. W Stanach Zjednoczonych, Australii i Kanadzie uzyskał status złotej płyty, sprzedając się w sumie w ok. 1.000.000 egzemplarzy.

## Lista utworów
| 1. „Syndicate” – 3:31 2. „Absolute” – 3:47 3. „You Found Me” – 4:04 4. „Say When” – 5:02 5. „Never Say Never” – 4:16 6. „Where the Story Ends” – 3:57 7. „Enough for Now” – 4:14 8. „Ungodly Hour” – 5:04 9. „We Build Then We Break” – 3:48 10. „Happiness” – 5:22 Bonusowy utwór wersji standardowej w iTunes 1. „Fair Fight” – 2:45 | Bonusowe utwory wersji deluxe w iTunes 1. „Where the Story Ends” (wersja na pianinie) 2. „Absolute” (wersja akustyczna) 3. „You Found Me” (wersja akustyczna) 4. „Fair Fight” 5. „Uncertainty” 6. „You Found Me” (wideo) 7. „You Found Me” (tworzenie wideo) 8. „Making the Album”(wideo) Bonusowy utwór dostępny na obu wersjach albumu w przedsprzedaży w iTunes 1. „Enough for Now” (wersja akustyczna) |

## Pozycje na listach i certyfikaty

### Album
| Lista (2009)                   | Najwyższa pozycja | Certyfikat | Sprzedaż |
| ------------------------------ | ----------------- | ---------- | -------- |
| Australian Albums Chart        | 3                 | Złoto      | 35.000+  |
| Belgium Albums Chart           | 59                | –          | –        |
| Canadian Albums Chart          | 2                 | Złoto      | 50.000+  |
| Irish Albums Chart             | 13                | –          | –        |
| UK Albums Chart                | 8                 | –          | –        |
| New Zealand RIANZ Albums Chart | 19                | –          | –        |
| Billboard 200                  | 1                 | Złoto      | 700.000+ |

### Single
| Singel            | Lista                                      | Najwyższa pozycja | Certyfikat / Sprzedaż | Certyfikat / Sprzedaż |
| ----------------- | ------------------------------------------ | ----------------- | --------------------- | --------------------- |
| „You Found Me”    | Billboard Hot 100                          | 7                 | 2x Platyna            | 2.000.000+            |
| „You Found Me”    | Billboard Pop 100                          | 7                 | 2x Platyna            | 2.000.000+            |
| „You Found Me”    | Billboard Hot Adult Contemporary Tracks    | 9                 | 2x Platyna            | 2.000.000+            |
| „You Found Me”    | Billboard Modern Rock Tracks               | 38                | 2x Platyna            | 2.000.000+            |
| „You Found Me”    | Billboard Hot Adult Top 40 Tracks          | 1                 | 2x Platyna            | 2.000.000+            |
| „You Found Me”    | Billboard Hot Christian Adult Contemporary | 24                | 2x Platyna            | 2.000.000+            |
| „You Found Me”    | Billboard Hot Christian Songs              | 16                | 2x Platyna            | 2.000.000+            |
| „You Found Me”    | Canadian Hot 100                           | 12                | –                     | –                     |
| „You Found Me”    | New Zealand Singles Chart                  | 19                | –                     | –                     |
| „You Found Me”    | Australian Singles Chart                   | 1                 | 2x Platyna            | 140.000+              |
| „You Found Me”    | Irish Singles Chart                        | 4                 | –                     | –                     |
| „You Found Me”    | Greek Singles Chart                        | 7                 | –                     | –                     |
| „You Found Me”    | UK Singles Chart                           | 35                | –                     | –                     |
| „Never Say Never” | Billboard Hot 100                          | 32                | Złoto                 | 500.000+              |
| „Never Say Never” | Billboard Pop 100                          | 17                | Złoto                 | 500.000+              |
| „Never Say Never” | Billboard Hot Adult Top 40 Tracks          | 10                | Złoto                 | 500.000+              |
| „Never Say Never” | Canadian Hot 100                           | 51                | –                     | –                     |
| „Never Say Never” | UK Singles Chart                           | 87                | –                     | –                     |
| „Never Say Never” | Australian Singles Chart                   | 38                | –                     | –                     |